# Tolylfluanid
Tolylflouanid (også kendt under handelsnavnet Euparen M) er et chlor- og fluorholdigt pesticid med den kemiske betegnelse dichlor-N-((dimethylamino)sulfonyl)fluor-N-(p-tolyl)methansulfenamid. Det er et hvidt, næsten lugtløst pulver, der er vanskeligt at opløse i vand. Stoffet indgår som aktivt stof i de svampedræbende midler, der bruges i frugt- og planteavlen og som beskyttelsesmiddel på træværk. Stoffet har opnået godkendelse frem til 2016 på grundlag af nye undersøgelser.

## Opførsel i naturen
Tolylfluanid hydrolyseres langsomt til ret hurtigt ved pH = 4-7. Halveringstiden er kortere, når pH er højt, og ved pH = 7 er den ca. 2 døgn. Det første nedbrydningsprodukt, N-metyl-N'-(4-metylfenyl)-sulfamid 4-dimetylamino-sulfonyl-amino-toluen (DMST), er hydrolytisk stabilt i pH-intervallet 5-9. Halveringstiden skønnes at være længere end et år ved 22 °C.
I iltrigt vand med pH = 7,7-8,0 nedbrydes tolylfluanid hydrolytisk og mikrobielt til DMST. Efter 14 døgn er alt tolylfluanid i princippet nedbrudt. Den fortsatte nedbrydning er langsom til meget langsom, og halveringstiden for DMST vurderes til 50-70 døgn. Efter 17 uger er henved 30% af udgangsproduktet fuldstændigt nedbrudt.
I jord nedbrydes tolylfluanid hurtigt til DMST.[kilde mangler] I forsøg vurderes halveringstiden for den fuldstændige bortskaffelse af tolylfluanid til at vare 1-2 uger.
Et andet nedbrydningsprodukt er Dimethylsulfamid DMS, som er fundet i 30,7% af danske vandboringer.
Tolylfluanid opløses i fedt og har derfor mulighed for at ophobes i fødekæderne.

## Optagelse, omsætning og udskillelse
Tolylfluanid absorberes hurtigt og næsten fuldstændigt i mave-tarmkanalen. De højeste koncentrationer er målt i blod, lunger, lever, nyrer, milt og skjoldbruskkirtlen. 99% udskilles i løbet af to døgn med urinen. Der sker dog en vis ophobning i skjoldbruskkirtlen.

## Akut farlighed
- Indtagelse gennem mund: Middelhøj LD50 : >1000 mg/kg
- Optagelse gennem hud: Lav LD50 : >5000 mg/kg
- Indhalering: Meget høj LC50 : 0,02-0,3 mg/l

Indånding eller synkning kan føre til sundhedsskader. Der er fare for allergiudvikling. Irritation af åndredrætsorganer, mave-tarmkanal og øjne, hvor stoffet medfører brænden og kløe. Hudirritation medfører brænden og svien.

## Kronisk forgiftning
Ved forsøg med rotter har man set mindsket appetit, reduceret kropsvægt, ændret blodbillede, nedsat hjertevægt, påvirkninger af lever og nyrer samt hævelser i benene og ændringer i tænderne på grund af den forøgede optagelse af fluor. Derimod er der ikke påvist øget risiko for kræft ud over, at man finder en forøget hyppighed af adenomer i skjoldbruskkirtlen hos højdosisgruppen (500 mg/kg kropsvægt og dag).
De gennemførte undersøgelser tyder ikke på, at tolylfluanid kan fremkalde effekter på forplantningsevnen eller på fostre. I doser som påvirkede kropsvægten hos moderdyrene, var vægten af kuld og moderkage også nedsat.